# Erato (muza)
Erato („Umiłowana”, „Ukochana”, gr. Ἐρατώ Eratṓ, łac. Erato ‘Pożądana’, ‘Namiętna’) – w mitologii greckiej muza poezji miłosnej.
Uchodziła za córkę boga Zeusa i tytanidy Mnemosyne oraz za siostrę: Euterpe, Kalliope, Klio, Melpomene, Polihymnii, Talii, Terpsychory i Uranii.
Była jedną spośród dziewięciu muz olimpijskich (przebywały na Olimpie), które należały do orszaku Apollina (Apollon Musagetes), ich przewodnika. Wraz ze swoimi siostrami uświetniała śpiewem biesiady bosko-ludzkie (m.in. zaślubiny Tetydy i Peleusa oraz Harmonii i Kadmosa), a także uczty olimpijskie samych bogów.
W sztuce przedstawiana jest zwykle jako kobieta z kitarą (lub cytrą) – atrybutem symbolizującym dziedzinę sztuki, której patronowała.
Imieniem muzy nazwano jedną z planetoid – (62) Erato oraz rodzaj roślin z rodziny astrowatych – Erato.